# 阿德萊德帕克蘭總站
阿德萊德帕克蘭總站（英語：Adelaide Parklands Terminal），前稱敬誠總站（英語：Keswick Terminal），是南澳大利亞州阿德萊德唯一的城際鐵路車站，距離市中心約3公里。